# 利索韋 (布羅德區)
50°13′43″N 25°3′1″E / 50.22861°N 25.05028°E
利索韋（烏克蘭語：Лісове），是烏克蘭西部的村莊，隸屬利維夫州的佐洛奇夫區。該村面積0.41平方公里，海拔高度204米，2001年人口121，人口密度每平方公里298.03人。